# ザ・フォーメーション・オブ・ダムネイション
『ザ・フォーメーション・オブ・ダムネイション』（The Formation of Damnation）は、アメリカ合衆国のヘヴィメタル・バンド、テスタメントが2008年に発表した9作目のスタジオ・アルバム。『ギャザリング』（1999年）以来9年振りのスタジオ・アルバムで、バンドは2007年にニュークリア・ブラストとの契約を得て、移籍第1弾アルバムとして本作がリリースされた。

## 背景
メンバーのチャック・ビリーとエリック・ピーターソンがプロデュースして、アンディ・スニープがエンジニア（ヴィンセント・ヴォイノと共同）及びミキシングを担当した。テスタメントの前身バンド、レガシーの初代ボーカリストだったスティーヴ・"ゼトロ"・スーザが作詞とバッキング・ボーカルで参加。
本作のための曲作りやリハーサルではニコラス・バーカー（元クレイドル・オブ・フィルス〜ディム・ボルギル）がドラムスを担当したが、DHS及び就労ビザの問題によってバーカーが参加できなくなったため、以前より度々テスタメントのライヴに参加していたポール・ボスタフが加入した。ギター・ソロは主にアレックス・スコルニックが担当しているが、「モア・ザン・ミーツ・ジ・アイ」「ザ・フォーメーション・オブ・ダムネイション」「ザ・パーセキューテッド・ウォント・フォーゲット」「キリング・シーズン」「アフターライフ」「リーヴ・ミー・フォーエヴァー」では、スコルニックとエリック・ピーターソンの両名がギター・ソロを弾いた。
「ジ・イーヴル・ハズ・ランデッド」の歌詞は、2001年9月11日のアメリカ同時多発テロ事件を題材としている。

## 反響・評価
アメリカではリリースから1週間で11,400枚を売り上げ、『ロウ』（1994年）以来14年振りにBillboard 200にチャート・インして、最高59位に達した。ノルウェーでは『プラクティス・ホワット・ユー・プリーチ』（1989年）以来19年振りにアルバム・チャート入りして、最高29位に達した。
音楽評論家のGreg Pratoはオールミュージックにおいて「本道から大きく離れないままでいた（むしろ年が進むごとに重厚さを増していった）80年代のスラッシュメタル・バンドの一つとして、テスタメントのトレードマークであるスラッシュ・サウンドは期待通り、『ザ・フォーメーション・オブ・ダムネイション』の全編で聴ける」と評している。

## 収録曲
特記なき楽曲は作詞：チャック・ビリー、スティーヴ・"ゼトロ"・スーザ／作曲：チャック・ビリー、エリック・ピーターソン。1.はインストゥルメンタル。
1. フォー・ザ・グローリー・オブ… "For The Glory Of..." – 1:12
  - 作曲：エリック・ピーターソン
2. モア・ザン・ミーツ・ジ・アイ "More Than Meets the Eye" – 4:33
  - 作詞：チャック・ビリー、デル・ジェイムス／作曲：チャック・ビリー、エリック・ピーターソン
3. ジ・イーヴル・ハズ・ランデッド "The Evil Has Landed" – 4:43
4. ザ・フォーメーション・オブ・ダムネイション "The Formation of Damnation" – 5:07
5. デンジャーズ・オブ・ザ・フェイスレス "Dangers of the Faithless" – 5:47
  - 作詞：チャック・ビリー、デル・ジェイムス／作曲：チャック・ビリー、エリック・ピーターソン、アレックス・スコルニック
6. ザ・パーセキューテッド・ウォント・フォーゲット "The Persecuted Won't Forget" – 5:49
7. ヘンチメン・ライド "Henchmen Ride" – 3:59
  - 作詞：チャック・ビリー／作曲：チャック・ビリー、エリック・ピーターソン
8. キリング・シーズン "Killing Season" – 4:52
9. アフターライフ "Afterlife" – 4:11
10. F.E.A.R. "F.E.A.R." – 4:44
  - 作詞・作曲：アレックス・スコルニック
11. リーヴ・ミー・フォーエヴァー "Leave Me Forever" – 4:28
  - 作詞：チャック・ビリー、スティーヴ・"ゼトロ"・スーザ／作曲：チャック・ビリー、グレッグ・クリスチャン、エリック・ピーターソン

## 参加ミュージシャン
- チャック・ビリー - ボーカル
- エリック・ピーターソン - リズムギター、リードギター
- アレックス・スコルニック - リードギター
- グレッグ・クリスチャン - ベース
- ポール・ボスタフ - ドラムス

アディショナル・ミュージシャン
- スティーヴ・"ゼトロ"・スーザ - バッキング・ボーカル
- ニック・スーザ - バッキング・ボーカル
- スティーヴ・エスクイヴァル - バッキング・ボーカル
- ライル・リヴィングストン - キーボード(#1)